# Чіапа
Чіа́па (Melozone) — рід горобцеподібних птахів родини Passerellidae. Представники цього роду мешкають переважно в Мексиці. Два види мешкають також на південному заході США, два види поширені в Центральній Америці на південь до Коста-Рики, і два види є ендеміками Мексики.

## Види
Виділяють вісім видів:
- Тауї чорногорлий (Melozone aberti)
- Чіапа коста-риканська (Melozone cabanisi)[4][5][6][7]
- Тауї каліфорнійський (Melozone crissalis)
- Тауї каньйоновий (Melozone fusca)
- Чіапа рудощока (Melozone biarcuata)
- Тауї рудошиїй (Melozone kieneri)
- Чіапа жовтошия (Melozone leucotis)
- Тауї білогорлий (Melozone albicollis)

Низку видів. яких раніше відносили до роду Тауї (Pipilo), за результатами молекулярно-філогенетичних досліджень були переведені до роду Melozone.

## Етимологія
Наукова назва роду Melozone походить від сполучення слів дав.-гр. μηλον — щока і ζωνη — смуга.